# Varsányi Nóra
Varsányi Nóra (Debrecen, 1991. október 3. –) magyar kézilabdázó.

## Pályafutása
Nádudvaron 9 éves korában az iskolai csapatban kezdet kézilabdázni. 11 évesen lett igazolt játékos a helyi NB2-es csapat ifjúsági alakulatában, 14 évesen került a felnőttekhez. 2007-ben a Derecske játékosa lett, ott egy évet töltött el, majd a Nyíradonynál is egy évet. Ebben a két évben NB1 ifjúsági gólkirálynője lett, a második szezonban már a felnőtteknél is bemutatkozott az első osztályban, 15 gólt is szerzett.
2009 nyarán igazolt a debreceni csapathoz. 2013 februárjában fegyelmi okokból kikerült az élvonalbeli csapat keretéből egy rövid ideig. A Hajdú-Bihar Megyei Önkormányzattól a 2013/2014-es és a 2014/2015-ös tanévre sportösztöndíjat kapott. 2015 áprilisában meghosszabbította a klubbal a szerződését.
2017-ben a DVSC csapatával Magyar Kupa bronzérmet szerzett.
2018 tavaszán a DVSC színeiben 200. bajnoki mérkőzését játszotta le.
2019. októberi MTK elleni mérkőzésen szerezte a pályafutásának 2000. gólját.
2020 tavaszán, 28 évesen fejezte be pályafutását. A DVSC-ben 231 bajnoki mérkőzést, 25 nemzetközi kupamérkőzést és 24 Magyar Kupa-mérkőzést játszott.